# Trichotemnoma
Trichotemnoma, rod jetrenjarki smješten u vlastitu porodicu Trichotemnomataceae, dio podreda Jungermanniineae.

## Sinonimi
- Blepharostoma corrugatum Steph.; bazionim
- Temnoma corrugatum (Steph.) R.M. Schust.
- Trichostmnoma corrugatum (Steph.) R.M. Schust.